# 鳳凰晚間新聞
《鳳凰晚間新聞》是鳳凰衞視香港台的新聞節目。

## 歷史
2011年3月28日，鳳凰衛視香港台正式開播，每日提供四檔粵語新聞報道節目，《鳳凰晚間新聞》為該台新聞節目。

## 参見
- 晚间专线（后身节目）
- 午間快綫
- 全球新聞報道